# Teatro Tuschinski
O Teatro Tuschinski (em neerlandês:  Tuschinski Theater) é um cinema localizado em Amsterdã, nos Países Baixos. Fica localizado próximo à Praça Rembrandt no centro da cidade. É usado frequentemente para estréias de filmes. Foi eleito o mais bonito cinema do mundo pela revista Time Out.

## História
O edifício nouveau foi encomendado pelo empresário Abraham Içek Tuschinski, que pagou para a sua construção um custo de circa de 4 milhões de florins. A construção ficou a cargo do arquiteto Hijman Louis de Jong e teve início em 1918. 
Após o fim das obras de construção, em 1921, foi instalado um órgão de teatro Wurlitzer no cinema. O Teatro Tuschinski foi inaugurado em 28 de outubro de 1921.
O teatro tinha um sistema de ventilação muito inovador para a época, que manteve o teatro inteiro com uma temperatura constante.
Durante a ocupação alemã dos Países Baixos durante a Segunda Guerra Mundial foi dado ao Teatro Tuschinski o nome não-judaico "Tivoli" pelos nazistas. Após o fim da guerra, em 1945, o nome original foi restaurado.
Em 1967, o Teatro Tuschinski foi tombado como patrimônico histórico cultural em razão de sua arquitetura distinta.
De 1998 a 2002, o cinema passou por uma grande restauração e foram acrescentados três auditórios extras ao Tuschinski.
Em 2021, a revista britânica Time Out elegeu o Tuschinski Amsterdam como o mais bonito cinema do mundo.

## Arquitetura
A fachada possui um corpo ocidental flanqueado por duas torres. Combina vários estilos arquitetônicos: Art Déco, Art Nouveau e da Escola de Amesterdão.
Seu interior possui influências orientais para que os visitantes tenham a sensação de que estão entrando em uma ilusão. O auditório principal foi projetado para o teatro e ainda possui um palco onde as peças ainda são apresentadas.

## Galeria

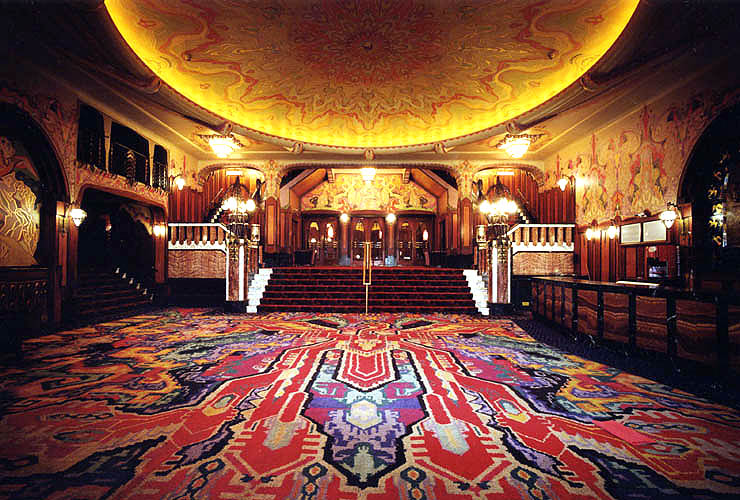
A antesala do cinema
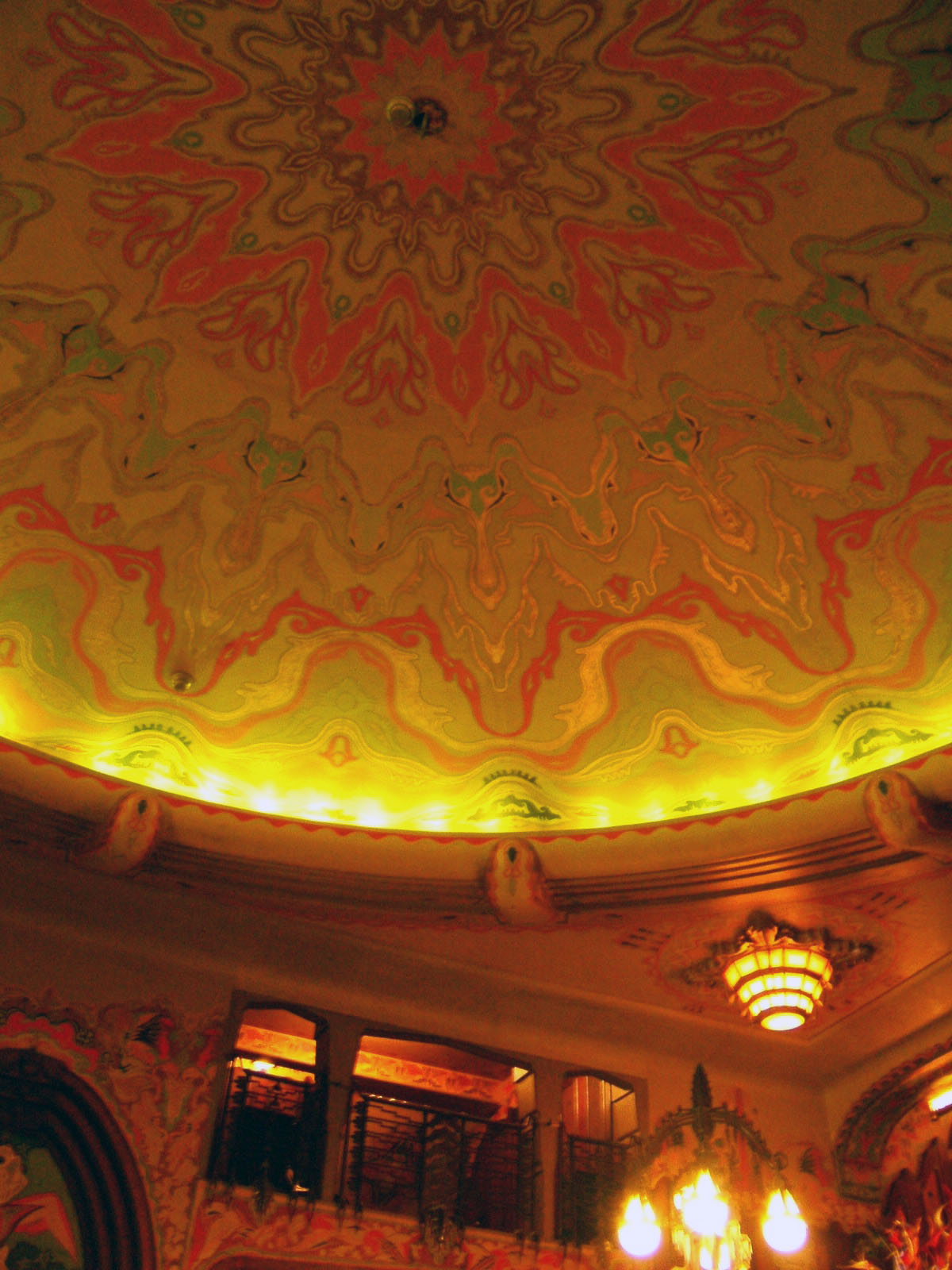
O teto do Tuschinski
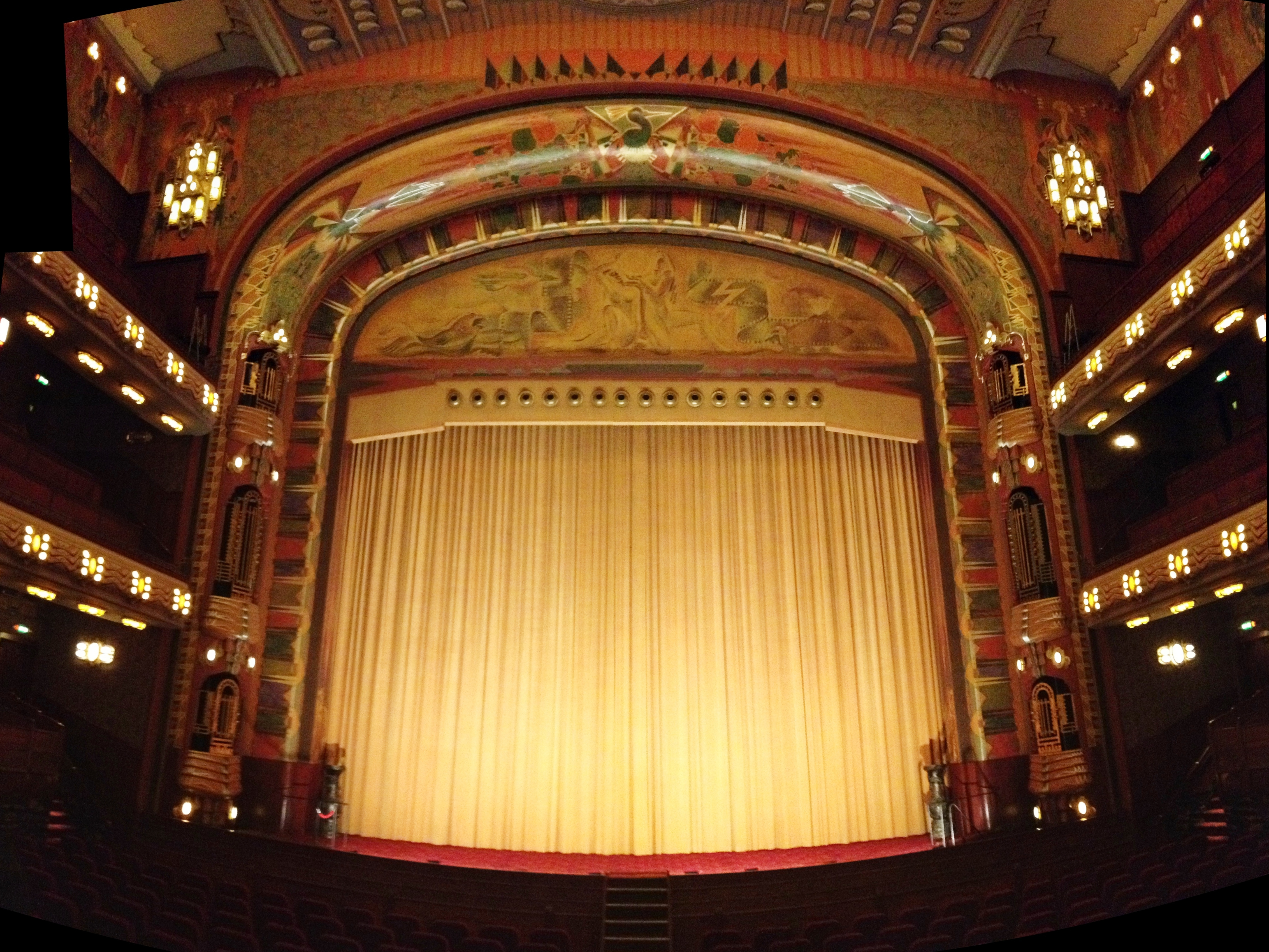
Sala de cinema